# Evan Roth

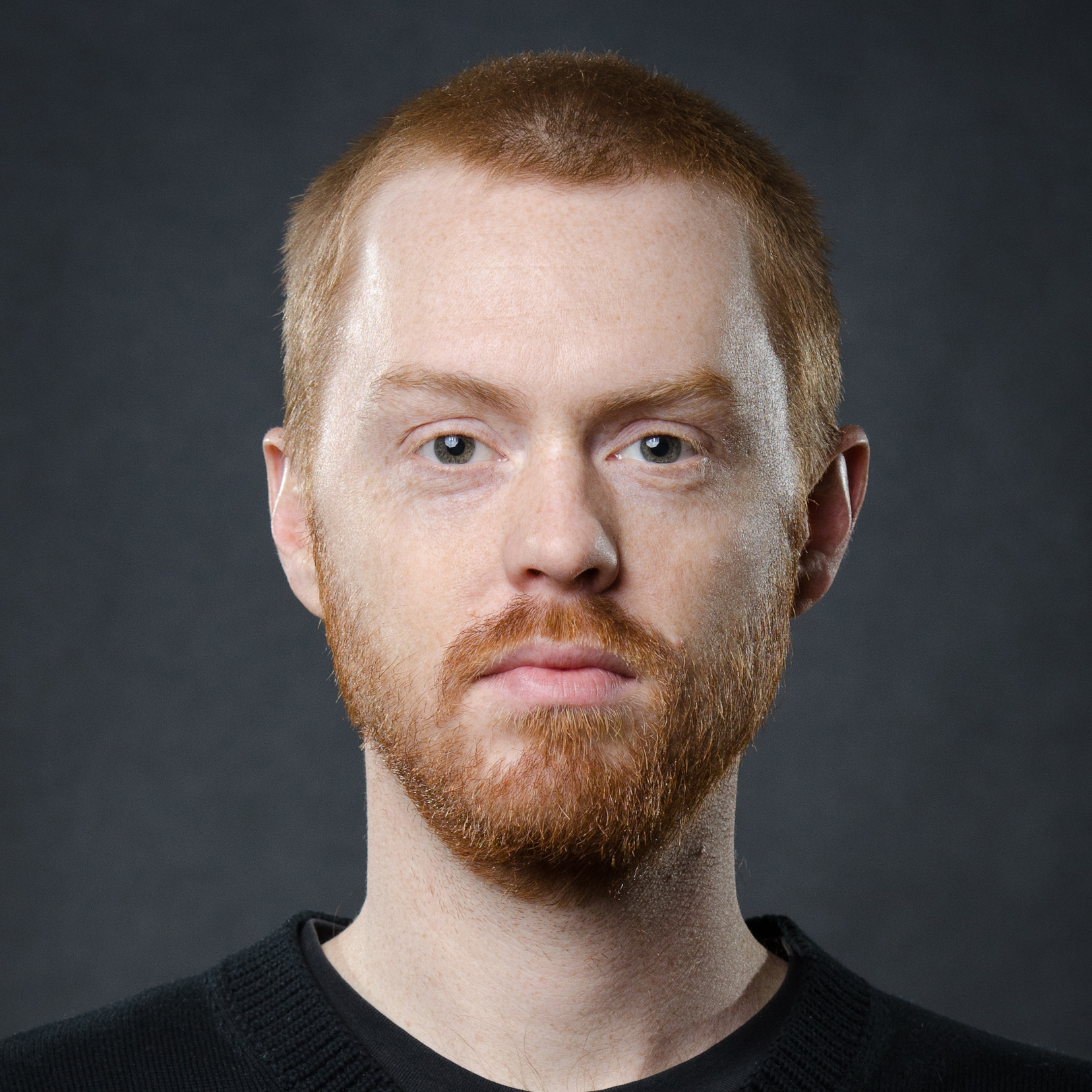
Evan Roth (2012)

Evan Roth (* 5. März 1978 in Okemos, Michigan) ist ein US-amerikanischer Künstler. Seine Arbeiten sind Videos, Skulpturen und Arbeiten auf Papier ebenso wie rein webbasierte Projekte. Dafür wurde Evan Roth 2012 mit dem Smithsonian Cooper-Hewitt National Design Award ausgezeichnet.
Seine Arbeiten wurden in internationalen Institutionen wie dem Centre Pompidou, der Kunsthalle Wien und der Londoner Tate Gallery ausgestellt, einige Werke wurden für die ständige Sammlung des Museum of Modern Art, New York, angekauft. Auch das Knoxville Museum of Art stellte eine große Einzelausstellung von Evan Roth aus.
Der US-Amerikaner Evan Roth ist Mitbegründer des Free Art and Technology Lab (F.A.T.Lab), einem internet-basierten Kunst- und Technologie-Kollektiv, das an der Schnittstelle von Open-Source-Hacking und Populärkultur arbeitet.
Evan Roth lebt in Paris.

## Biografie
Evan Roth erhielt einen Abschluss in Architektur von der University of Maryland und einen MFA von der Kommunikations-, Design- und Technologieschule Parsons The New School for Design, wo er als Klassenvalidator abschloss. Während seiner Zeit bei Parsons entwickelte er mehrere Projekte. Darunter waren unter anderem „Graffiti Taxonomy“, „Typographic Illustration“, „Explicit Content Only“ und „Graffiti Analysis“ sowie sein Diplomarbeitsprojekt. Roth wurde zu einem der zehn interessantesten Absolventen des Jahres 2006 ernannt.
Nach seinem Abschluss arbeitete Roth im Eyebeam OpenLab, einem Open-Source-Labor für kreative Technologien für die Öffentlichkeit, von 2005 bis 2006 als Research and Development Fellow und von 2006 bis 2007 als Senior Fellow. Roths Arbeit mit Graffiti, Open-Source-Technologie und öffentlichem Raum führte dazu, dass er 2005 mit James Powderly das Graffiti Research Lab („GRL“) gründete. Zu den GRL-Projekten gehören „LED Throwies“ und „L.A.S.E.R. Tag“. 2007 war Roth Mitbegründer des Free Art and Technology Lab (F.A.T. Lab), eines internetbasierten Kunst- und Technologiekollektivs, dass sich der Schnittstelle zwischen Open-Source-Hacking und Populärkultur widmet. Er hat unter dem Pseudonym fi5e gearbeitet.
Roth und Ben Engebreth erhielten 2007 eine Rhizome-Kommission für „White Glove Tracking“, die im Contemporary New Museum in New York City vorgestellt wurde. Für sein Projekt „T.S.A. Communications“ erhielt Roth 2008 erneut eine Rhizome-Kommission.
Einige von Roths Werken befinden sich in der ständigen Sammlung des Museum of Modern Art. Zusammen mit seiner Frau lebt Roth in Paris.

## Seine Kunst
Seine Arbeiten umfassen Videos, Skulpturen und Arbeiten auf Papier ebenso wie rein webbasierte Projekte. Evan Roth zeigt in seinen Werken die unterschiedlichsten Vorgänge, die sich beim Surfen im Netz und beim Umgang mit dem Smartphone ereignen.
Er erkundet das Verhältnis zwischen Missbrauch und Ermächtigung und den Effekt, den die Philosophien von Hacker-Gemeinschaften haben können, wenn sie auf digitale und nicht-digitale Systeme übertragen werden. So verfolgt er die Bewegungen unserer Finger auf dem Bildschirm der Smartphones, macht sich im Internet auf Geistersuche oder kreiert Skulpturen, deren Formen aus den Bewegungen von Graffiti-Künstlern generiert wurden. In dem Bewusstsein, dass der rasend schnelle Informationsaustausch im Netz eine neue historische Erfahrung darstellt, schafft Roth ein Werk, das schnell zu verstehen ist und dabei in mindestens drei Zeitlichkeiten wahrgenommen werden kann: Online, in einer Galerie und innerhalb eines historischen Kontextes.

## Nennenswerte Projekte
- China Channel[6] (with Aram Bartholl and Tobias Leingruber)
- White Glove Tracking[7] (with Ben Engebreth)
- Skymall Liberation[8]
- The Art of Detouch[9]
- Animated Gif Mashup[10]
- Graffiti Research Lab[11] (with James Powderly)
- Graffiti Analysis[12]
- Explicit Content Only[13]
- Typographic Illustration[14]

## Ausstellungen
Ausgewählte Ausstellungen, Vorführungen und Performances umfassen:
- 2011,[15] Kitsch Digital: Tres décadas de interferencias en la web, Can Felipa. Barcelona, España. Curator Helena Acosta
- 2010, British Design Museum, Brit. Insurance Design of the Year 2010, London, UK
- 2009, Fondation Cartier, Born In The Streets - Graffiti, Paris, France
- 2009, Kurzfilmtage, 55th International Short Film Festival, Oberhausen, German
- 2008, Museum of Modern Art, Rough Cut: Design Takes a Sharp Edge, New York City, New York
- 2008, Thailand Creative & Design Center, Perishable Beauty Exhibition, Bangkok, Thailand
- 2008, Tate Modern[16], Street Art, London, UK
- 2008, Netherlands Media Art Institute[17], Speaking Out Loud, Amsterdam, Netherlands
- 2008, Elizabeth Foundation for the Arts, Beyond a Memorable Fancy, New York City, New York
- 2008, Videotage, Secondlife, Hong Kong